# ایوان گودی
ایوان گودی (کرواتی: Ivan Gudelj؛ زادهٔ ۲۱ آوریل ۱۹۶۰) بازیکن سابق و مربی فوتبال اهل کرواسی است.
از باشگاه‌هایی که در آن بازی کرده‌است می‌توان به باشگاه فوتبال هایدوک اسپلیت اشاره کرد.
وی همچنین در تیم ملی فوتبال یوگسلاوی بازی کرده‌است.